# Concert per a piano núm. 13 (Mozart)
El Concert per a piano núm. 13 en do major, K. 415 (387b) és una composició de Wolfgang Amadeus Mozart escrita a Viena el 1782-1783. És el primer dels tres concerts primerencs que Mozart va compondre per als seus concerts per subscripció, al costat del juntament amb el Concert núm. 11, K. 413, i el Concert núm. 12, K. 414. Consta de tres moviments:
1. Allegro, en do major i en compàs de 4/4.
2. Andante, en fa major i compàs de 3/4.
3. Allegro, en do major i compàs de 6/8.

Aquest concert ha tingut durant molt de temps una acollida ambigua. El primer moviment comença amb un tema tranquil, similar al del posterior Concert per a piano núm. 21, però precedit per un fugetto. La introducció orquestral prepara un tutti impressionant; però molts especialistes, inclosos Anthony Hutchings i Girdlestone, consideren que després de l'entrada del piano les expectatives inicials s'esvaeixen. La part de piano consisteixen en passatges que no s'integra bé en el tractament del fugetto o amb el material del ritornello i, com comenta Hutchings, el resultat és que "l'obra completa és inferior que la suma de les parts".